# العلاقات الباهاماسية الدومينيكية
العلاقات الباهاماسية الدومينيكية هي العلاقات الثنائية التي تجمع بين باهاماس ودومينيكا.

## مقارنة بين البلدين
هذه مقارنة عامة ومرجعية للدولتين:
| وجه المقارنة                                              | باهاماس      | دومينيكا              |
| --------------------------------------------------------- | ------------ | --------------------- |
| المساحة (كم2)                                             | 13.88 ألف    | 751                   |
| عدد السكان (نسمة)                                         | 395.36 ألف   | 73.92 ألف             |
| الكثافة السكانية (ن./كم²)                                 | 28.48        | 9.84 ألف              |
| العاصمة                                                   | ناساو        | روسو                  |
| اللغة الرسمية                                             | لغة إنجليزية | لغة إنجليزية          |
| العملة                                                    | دولار بهامي  | دولار شرق الكاريبي    |
| الناتج المحلي الإجمالي (بليون دولار)                      | 12.16 مليار  | 562.54 مليون          |
| الناتج المحلي الإجمالي (تعادل القوة الشرائية) بليون دولار | 8.92 مليار   | 789.63 مليون          |
| الناتج المحلي الإجمالي الاسمي للفرد دولار أمريكي          | 22.82 ألف    | 7.12 ألف              |
| الناتج المحلي الإجمالي للفرد دولار أمريكي                 |              | 10.88 ألف             |
| مؤشر التنمية البشرية                                      | 0.790        | 0.724                 |
| رمز المكالمات الدولي                                      | +1242        | +1767                 |
| رمز الإنترنت                                              | .bs          | .dm                   |
| المنطقة الزمنية                                           | 00           | 00، توقيت أطلنطي موحد |

## منظمات دولية مشتركة
يشترك البلدان في عضوية مجموعة من المنظمات الدولية، منها:
| علم المنظمة | اسم المنظمة                                                          | تاريخ انضمام باهاماس | تاريخ انضمام دومينيكا |
| ----------- | -------------------------------------------------------------------- | -------------------- | --------------------- |
|             | الجماعة الكاريبية                                                    | 4 يوليو 1983         | 1 مايو 1974           |
|             | وكالة ضمان الاستثمار متعدد الأطراف                                   | 4 أكتوبر 1994        | 7 أكتوبر 1991         |
|             | الأمم المتحدة                                                        | 18 سبتمبر 1973       | 18 ديسمبر 1978        |
|             | وكالة حظر الأسلحة النووية في أمريكا اللاتينية ومنطقة البحر الكاريبي ‏ | ?                    | ?                     |
|             | دول الكومنولث                                                        | ?                    | ?                     |
|             | منظمة حظر الأسلحة الكيميائية                                         | ?                    | ?                     |
|             | منظمة الشرطة الجنائية الدولية                                        | ?                    | ?                     |
|             | مؤسسة التنمية الدولية                                                | 23 يونيو 2008        | 29 سبتمبر 1980        |
|             | يونسكو                                                               | 23 أبريل 1981        | 9 يناير 1979          |
|             | مجموعة دول أفريقيا والكاريبي والمحيط الهادئ                          | ?                    | ?                     |
|             | الاتحاد البريدي العالمي                                              | ?                    | ?                     |
|             | البنك الدولي للإنشاء والتعمير                                        | 21 أغسطس 1973        | 29 سبتمبر 1980        |
|             | بنك التنمية الكاريبي ‏                                                | ?                    | ?                     |
|             | الاتحاد الدولي للاتصالات                                             | 19 أغسطس 1974        | 28 أكتوبر 1996        |
|             | مؤسسة التمويل الدولية                                                | 8 ديسمبر 1986        | 29 سبتمبر 1980        |
|             | تحالف الدول الجزرية الصغيرة                                          | ?                    | ?                     |